# Comité national olympique
Pour les articles homonymes, voir CNO.
Un comité national olympique (CNO) constitue la composante nationale du Comité international olympique (CIO) qui en compte 206 reconnus en 2015. Ces comités fédèrent, sous l'autorité du CIO, tout ou partie du mouvement sportif national.  

## Présentation
Seuls les CNO sont habilités à sélectionner un athlète pour participer aux Jeux olympiques (en dehors du CIO pour certains athlètes non représentés par un CNO). Ainsi, lors des Jeux olympiques de Londres en 1908, l'équipe de France de football a été sélectionnée par l'USFSA, qui faisait alors office de CNO français, alors que le CFI était la fédération française représentant la France auprès de la FIFA.
Les CNO sont parfois des paravents politiques. Taïwan est ainsi représenté par un CNO, mais ce dernier n'a pas le droit d'arborer son drapeau ni son hymne national en raison du différend politique l'opposant à la Chine. Le drapeau de la délégation olympique de Taïwan est celui de son CNO et son hymne est l'hymne olympique (voir : Taipei chinois).
Les CNO font tous partie de l'Association des comités nationaux olympiques (ACNO ou ANOC en anglais).
Lors du boycott des Jeux olympiques de Moscou 1980, certains CNO des pays occidentaux décidèrent de ne pas suivre ce mouvement afin de ne pas pénaliser leurs athlètes. Pour marquer leur désaccord à propos du déclenchement de la guerre en Afghanistan, cause du boycott, ces CNO rangèrent leurs drapeaux et hymnes nationaux et utilisèrent le drapeau et l'hymne olympiques.
Le 2 août 2015, la liste des comités passe de 205 à 206 après l'admission du Soudan du Sud.
| Continent | Continent                              | Association                                            | Nombre            | CNO le plus ancien                                                     | CNO le plus récent   |
| --------- | -------------------------------------- | ------------------------------------------------------ | ----------------- | ---------------------------------------------------------------------- | -------------------- |
|           | Afrique                                | Association des comités nationaux olympiques d'Afrique | 54                | Égypte (1910)                                                          | Soudan du Sud (2015) |
| Amérique  | Organisation sportive panaméricaine    | 41                                                     | États-Unis (1894) | Dominique (1993) Saint-Christophe-et-Niévès (1993) Sainte-Lucie (1993) |                      |
| Asie      | Conseil olympique d'Asie               | 44                                                     | Japon (1912)      | Timor oriental (2003)                                                  |                      |
| Europe    | Comités olympiques européens           | 50                                                     | France (1894)     | Kosovo (2014)                                                          |                      |
| Océanie   | Comités nationaux olympiques d'Océanie | 17                                                     | Australie (1895)  | Tuvalu (2007)                                                          |                      |

## Liste des comités nationaux olympiques par ordre alphabétique du code CIO
Note : les codets alpha-3 de pays selon ISO 3166-1 sont également indiqués s’ils sont différents des codes de nations sportives utilisés par le CIO. Attention : dans quelques cas, un même code utilisé par le CIO désigne un autre pays selon l’ISO ; ces codes (ANT BUR BRN CHI) sont indiqués ci-dessous en gras et italique dans le tableau ci-dessous (autant que possible on évitera de les utiliser dans les articles de Wikipédia, sauf là où ils sont pertinents, mais on utilisera l’autre code).
| Code CIO | Code ISO | Drapeau et nom du pays           | Comité national olympique national                           |
| AFG      | id.      | Afghanistan                      | Comité national olympique afghan                             |
| ALB      | id.      | Albanie                          | Comité national olympique albanais                           |
| ALG      | id.      | Algérie                          | Comité olympique algérien                                    |
| AND      | id.      | Andorre                          | Comité national olympique andorran                           |
| ANG      | id.      | Angola                           | Comité national olympique angolais                           |
| ANT      | ATG      | Antigua-et-Barbuda               | Comité national olympique d'Antigua-et-Barbuda               |
| ARG      | id.      | Argentine                        | Comité national olympique argentin                           |
| ARM      | id.      | Arménie                          | Comité national olympique arménien                           |
| ARU      | id.      | Aruba                            | Comité olympique arubais                                     |
| ASA      | ASM      | Samoa américaines                | Comité national olympique des Samoa américaines              |
| AUS      | id.      | Australie                        | Comité olympique australien                                  |
| AUT      | id.      | Autriche                         | Comité national olympique autrichien                         |
| AZE      | id.      | Azerbaïdjan                      | Comité national olympique azéri                              |
| BAH      | BHS      | Bahamas                          | Comité national olympique des Bahamas                        |
| BAN      | id.      | Bangladesh                       | Comité national olympique bangladais                         |
| BAR      | id.      | Barbade                          | Comité national olympique de la Barbade                      |
| BDI      | BUR      | Burundi                          | Comité national olympique du Burundi                         |
| BEL      | id.      | Belgique                         | Comité olympique et interfédéral belge                       |
| BEN      | id.      | Bénin                            | Comité national olympique béninois                           |
| BER      | id.      | Bermudes                         | Comité national olympique des Bermudes                       |
| BHU      | id.      | Bhoutan                          | Comité national olympique du Bhoutan                         |
| BIH      | id.      | Bosnie-Herzégovine               | Comité national olympique de Bosnie-Herzégovine              |
| BIZ      | id.      | Belize                           | Comité national olympique du Belize                          |
| BLR      | id.      | Biélorussie                      | Comité national olympique biélorusse                         |
| BOL      | id.      | Bolivie                          | Comité national olympique bolivien                           |
| BOT      | id.      | Botswana                         | Comité national olympique botswanais                         |
| BRA      | id.      | Brésil                           | Comité national olympique brésilien                          |
| BRN      | BHR      | Bahreïn                          | Comité olympique du Bahreïn                                  |
| BRU      | BRN      | Brunei                           | Comité national olympique du Brunei                          |
| BUL      | BGR      | Bulgarie                         | Comité national olympique bulgare                            |
| BUR      | id.      | Burkina Faso                     | Comité national olympique et des sports burkinabè            |
| CAF      | id.      | République centrafricaine        | Comité national olympique et sportif centrafricain           |
| CAM      | KHM      | Cambodge                         | Comité national olympique du Cambodge                        |
| CAN      | id.      | Canada                           | Comité olympique canadien                                    |
| CAY      | id.      | Îles Caïmans                     | Comité national olympique des îles Caïmans                   |
| CGO      | COG      | République du Congo              | Comité national olympique et sportif congolais               |
| CHA      | TCD      | Tchad                            | Comité olympique et sportif tchadien                         |
| CHI      | CHL      | Chili                            | Comité national olympique chilien                            |
| CHN      | CHI      | Chine                            | Comité olympique chinois                                     |
| CIV      | id.      | Côte d'Ivoire                    | Comité national olympique ivoirien                           |
| CMR      | id.      | Cameroun                         | Comité national olympique et sportif du Cameroun             |
| COD      | id.      | République démocratique du Congo | Comité olympique congolais                                   |
| COK      | id.      | Îles Cook                        | Comité national olympique et sportif des îles Cook           |
| COL      | id.      | Colombie                         | Comité national olympique colombien                          |
| COM      | id.      | Comores                          | Comité national olympique comorien                           |
| CPV      | id.      | Cap-Vert                         | Comité national olympique cap-verdien                        |
| CRC      | CRI      | Costa Rica                       | Comité national olympique costaricien                        |
| CRO      | HRV      | Croatie                          | Comité national olympique croate                             |
| CUB      | id.      | Cuba                             | Comité national olympique cubain                             |
| CYP      | id.      | Chypre                           | Comité national olympique chypriote                          |
| CZE      | id.      | Tchéquie                         | Comité olympique tchèque                                     |
| DEN      | id.      | Danemark                         | Comité national olympique danois                             |
| DJI      | id.      | Djibouti                         | Comité national olympique djiboutien                         |
| DMA      | id.      | Dominique                        | Comité national olympique dominicais                         |
| DOM      | id.      | République dominicaine           | Comité national olympique dominicain                         |
| ECU      | id.      | Équateur                         | Comité national olympique équatorien                         |
| EGY      | id.      | Égypte                           | Comité national olympique égyptien                           |
| ERI      | id.      | Érythrée                         | Comité national olympique érythréen                          |
| ESA      | SLV      | Salvador                         | Comité national olympique salvadorien                        |
| ESP      | id.      | Espagne                          | Comité olympique espagnol                                    |
| EST      | id.      | Estonie                          | Comité national olympique estonien                           |
| ETH      | id.      | Éthiopie                         | Comité olympique éthiopien                                   |
| FIJ      | FJI      | Fidji                            | Comité national olympique fidjien                            |
| FIN      | id.      | Finlande                         | Comité national olympique finlandais                         |
| FRA      | id.      | France                           | Comité national olympique et sportif français                |
| FSM      | id.      | États fédérés de Micronésie      | Comité national olympique micronésien                        |
| GAB      | id.      | Gabon                            | Comité olympique gabonais                                    |
| GAM      | GMB      | Gambie                           | Comité national olympique gambien                            |
| GBR      | id.      | Royaume-Uni                      | Comité national olympique britannique                        |
| GBS      | GNB      | Guinée-Bissau                    | Comité national olympique bissau-guinéen                     |
| GEO      | id.      | Géorgie                          | Comité national olympique géorgien                           |
| GEQ      | GNQ      | Guinée équatoriale               | Comité national olympique équatoguinéen                      |
| GER      | DEU      | Allemagne                        | Comité national olympique allemand                           |
| GHA      | id.      | Ghana                            | Comité olympique ghanéen                                     |
| GRE      | GRC      | Grèce                            | Comité national olympique grec                               |
| GRN      | id.      | Grenade                          | Comité olympique de la Grenade                               |
| GUA      | GTM      | Guatemala                        | Comité national olympique guatémaltèque                      |
| GUI      | GIN      | Guinée                           | Comité national olympique et sportif guinéen                 |
| GUM      | id.      | Guam                             | Comité national olympique de Guam                            |
| GUY      | id.      | Guyana                           | Comité national olympique du Guyana                          |
| HAI      | HTI      | Haïti                            | Comité olympique haïtien                                     |
| HKG      | id.      | Hong Kong                        | Comité national olympique de Hong Kong                       |
| HON      | HND      | Honduras                         | Comité national olympique hondurien                          |
| HUN      | id.      | Hongrie                          | Comité national olympique hongrois                           |
| INA      | IDN      | Indonésie                        | Comité national olympique indonésien                         |
| IND      | id.      | Inde                             | Comité national olympique indien                             |
| IRI      | IRN      | Iran                             | Comité national olympique iranien                            |
| IRL      | id.      | Irlande                          | Comité national olympique irlandais                          |
| IRQ      | id.      | Irak                             | Comité national olympique irakien                            |
| ISL      | id.      | Islande                          | Comité national olympique islandais                          |
| ISR      | id.      | Israël                           | Comité national olympique israélien                          |
| ISV      | VIR      | Îles Vierges des États-Unis      | Comité olympique des Îles Vierges des États-Unis             |
| ITA      | id.      | Italie                           | Comité national olympique italien                            |
| IVB      | VGB      | Îles Vierges britanniques        | Comité national olympique des îles Vierges britanniques      |
| JAM      | id.      | Jamaïque                         | Comité national olympique jamaïcain                          |
| JOR      | id.      | Jordanie                         | Comité national olympique jordanien                          |
| JPN      | id.      | Japon                            | Comité national olympique japonais                           |
| KAZ      | id.      | Kazakhstan                       | Comité national olympique kazakh                             |
| KEN      | id.      | Kenya                            | Comité national olympique kényan                             |
| KGZ      | id.      | Kirghizistan                     | Comité national olympique kirghiz                            |
| KIR      | id.      | Kiribati                         | Comité national olympique des Kiribati                       |
| KOR      | id.      | Corée du Sud                     | Comité national olympique sud-coréen                         |
| KOS      | id.      | Kosovo                           | Comité olympique du Kosovo                                   |
| KSA      | SAU      | Arabie saoudite                  | Comité national olympique saoudien                           |
| KUW      | KWT      | Koweït                           | Comité national olympique koweïtien                          |
| LAO      | id.      | Laos                             | Comité national olympique laotien                            |
| LAT      | LVA      | Lettonie                         | Comité national olympique letton                             |
| LBA      | LBY      | Libye                            | Comité national olympique libyen                             |
| LBR      | id.      | Liberia                          | Comité national olympique libérien                           |
| LCA      | id.      | Sainte-Lucie                     | Comité national olympique saint-lucien                       |
| LES      | LSO      | Lesotho                          | Comité national olympique lesothan                           |
| LBN      | id.      | Liban                            | Comité national olympique libanais                           |
| LIE      | id.      | Liechtenstein                    | Comité national olympique du Liechtenstein                   |
| LTU      | id.      | Lituanie                         | Comité national olympique lituanien                          |
| LUX      | id.      | Luxembourg                       | Comité national olympique luxembourgeois                     |
| MAD      | MDG      | Madagascar                       | Comité olympique malgache                                    |
| MAR      | id.      | Maroc                            | Comité national olympique marocain                           |
| MAS      | MYS      | Malaisie                         | Comité national olympique malaisien                          |
| MAW      | MWI      | Malawi                           | Comité national olympique du Malawi                          |
| MDA      | id.      | Moldavie                         | Comité national olympique moldave                            |
| MDV      | id.      | Maldives                         | Comité national olympique des Maldives                       |
| MEX      | id.      | Mexique                          | Comité national olympique mexicain                           |
| MGL      | MNG      | Mongolie                         | Comité national olympique mongol                             |
| MHL      | id.      | Îles Marshall                    | Comité national olympique des îles Marshall                  |
| MKD      | id.      | Macédoine du Nord                | Comité olympique de Macédoine du Nord                        |
| MLI      | id.      | Mali                             | Comité national olympique malien                             |
| MLT      | id.      | Malte                            | Comité national olympique maltais                            |
| MNE      | id.      | Monténégro                       | Comité national olympique monténégrin                        |
| MON      | MCO      | Monaco                           | Comité olympique monégasque                                  |
| MOZ      | id.      | Mozambique                       | Comité national olympique mozambiquais                       |
| MRI      | MUS      | Maurice                          | Comité national olympique mauricien                          |
| MTN      | MRT      | Mauritanie                       | Comité olympique mauritanien                                 |
| MYA      | MMR      | Birmanie                         | Comité national olympique birman                             |
| NAM      | id.      | Namibie                          | Comité national olympique namibien                           |
| NCA      | NIC      | Nicaragua                        | Comité national olympique nicaraguayen                       |
| NED      | NLD      | Pays-Bas                         | Comité national olympique néerlandais                        |
| NEP      | id.      | Népal                            | Comité national olympique népalais                           |
| NGR      | NGA      | Nigeria                          | Comité national olympique nigérian                           |
| NIG      | NER      | Niger                            | Comité olympique et sportif national du Niger                |
| NOR      | id.      | Norvège                          | Comité national olympique norvégien                          |
| NRU      | id.      | Nauru                            | Comité national olympique nauruan                            |
| NZL      | id.      | Nouvelle-Zélande                 | Comité national olympique néo-zélandais                      |
| OMA      | OMN      | Oman                             | Comité national olympique omanais                            |
| PAK      | id.      | Pakistan                         | Comité national olympique pakistanais                        |
| PAN      | id.      | Panama                           | Comité national olympique panaméen                           |
| PAR      | PRY      | Paraguay                         | Comité national olympique paraguayen                         |
| PER      | id.      | Pérou                            | Comité national olympique péruvien                           |
| PHI      | PHL      | Philippines                      | Comité national olympique philippin                          |
| PLE      | PSE      | Palestine                        | Comité national olympique palestinien                        |
| PLW      | id.      | Palaos                           | Comité national olympique des Palaos                         |
| PNG      | id.      | Papouasie-Nouvelle-Guinée        | Comité national olympique papouasien                         |
| POL      | id.      | Pologne                          | Comité national olympique polonais                           |
| POR      | PRT      | Portugal                         | Comité national olympique portugais                          |
| PRK      | id.      | Corée du Nord                    | Comité national olympique nord-coréen                        |
| PUR      | PRI      | Porto Rico                       | Comité national olympique portoricain                        |
| QAT      | id.      | Qatar                            | Comité national olympique qatari                             |
| ROU      | id.      | Roumanie                         | Comité national olympique roumain                            |
| RSA      | ZAF      | Afrique du Sud                   | Comité national olympique sud-africain                       |
| RUS      | id.      | Russie                           | Comité national olympique russe                              |
| RWA      | id.      | Rwanda                           | Comité national olympique et sportif du Rwanda               |
| SAM      | WSM      | Samoa                            | Comité national olympique samoan                             |
| SEN      | id.      | Sénégal                          | Comité national olympique et sportif sénégalais              |
| SEY      | SYC      | Seychelles                       | Comité national olympique des Seychelles                     |
| SGP      | id.      | Singapour                        | Comité national olympique singapourien                       |
| SKN      | KNA      | Saint-Christophe-et-Niévès       | Comité national olympique de Saint-Christophe-et-Niévès      |
| SLE      | id.      | Sierra Leone                     | Comité national olympique sierra-léonais                     |
| SLO      | SGP      | Slovénie                         | Comité olympique slovène                                     |
| SMR      | id.      | Saint-Marin                      | Comité national olympique saint-marinais                     |
| SOL      | SLB      | Îles Salomon                     | Comité national olympique des îles Salomon                   |
| SOM      | id.      | Somalie                          | Comité national olympique somalien                           |
| SRB      | id.      | Serbie                           | Comité national olympique serbe                              |
| SRI      | LKA      | Sri Lanka                        | Comité national olympique srilankais                         |
| STP      | id.      | Sao Tomé-et-Principe             | Comité national olympique de São Tomé-et-Principe            |
| SUD      | SDN      | Soudan                           | Comité national olympique soudanais                          |
| SSD      | SSD      | Soudan du Sud                    | Comité national olympique sud-soudanais                      |
| SUI      | CHE      | Suisse                           | Swiss Olympic Association                                    |
| SUR      | id.      | Suriname                         | Comité national olympique surinamais                         |
| SVK      | id.      | Slovaquie                        | Comité olympique slovaque                                    |
| SWE      | id.      | Suède                            | Comité olympique suédois                                     |
| SWZ      | id.      | Eswatini                         | Comité national olympique swazi                              |
| SYR      | id.      | Syrie                            | Comité national olympique syrien                             |
| TAN      | TZA      | Tanzanie                         | Comité national olympique tanzanien                          |
| TGA      | TON      | Tonga                            | Comité national olympique tongan                             |
| THA      | id.      | Thaïlande                        | Comité national olympique thaïlandais                        |
| TJK      | id.      | Tadjikistan                      | Comité national olympique tadjik                             |
| TKM      | id.      | Turkménistan                     | Comité national olympique turkmène                           |
| TLS      | id.      | Timor oriental                   | Comité national olympique de Timor oriental                  |
| TOG      | TGO      | Togo                             | Comité national olympique togolais                           |
| TPE      | TWN      | Taipei chinois                   | Comité olympique de Taipei chinois                           |
| TTO      | id.      | Trinité-et-Tobago                | Comité national olympique de Trinité-et-Tobago               |
| TUN      | id.      | Tunisie                          | Comité national olympique tunisien                           |
| TUR      | id.      | Turquie                          | Comité national olympique turc                               |
| TUV      | id.      | Tuvalu                           | Comité national olympique des Tuvalu                         |
| UAE      | ARE      | Émirats arabes unis              | Comité national olympique émiratien                          |
| UGA      | id.      | Ouganda                          | Comité national olympique ougandais                          |
| UKR      | id.      | Ukraine                          | Comité national olympique ukrainien                          |
| URU      | URY      | Uruguay                          | Comité olympique uruguayen                                   |
| USA      | id.      | États-Unis                       | Comité national olympique américain                          |
| UZB      | id.      | Ouzbékistan                      | Comité national olympique ouzbek                             |
| VAN      | VUT      | Vanuatu                          | Comité national olympique vanuatuan                          |
| VEN      | id.      | Venezuela                        | Comité national olympique vénézuélien                        |
| VIE      | VNM      | Viêt Nam                         | Comité national olympique vietnamien                         |
| VIN      | VCT      | Saint-Vincent-et-les-Grenadines  | Comité national olympique de Saint-Vincent-et-les Grenadines |
| YEM      | id.      | Yémen                            | Comité national olympique yémenite                           |
| ZAM      | ZMB      | Zambie                           | Comité national olympique zambien                            |
| ZIM      | ZWE      | Zimbabwe                         | Comité national olympique zimbabwéen                         |

## Chronologie de l’admission des comités nationaux olympiques par le CIO
Ci-dessous est représentée la liste chronologique des 206 comités nationaux olympiques reconnus par le Comité international olympique, depuis sa création en 1894. Certains comités ont été fondés plusieurs années avant d'être reconnus officiellement, tandis que d'autres ont été automatiquement reconnus après leur création.
Seuls les pays existants sont listés, les anciens pays n'y étant pas inscrits (Empire russe, Empire ottoman, Bornéo du Nord, Yémen du Sud, Fédération des Indes occidentales, Union soviétique, Tchécoslovaquie, Yougoslavie, puis Serbie-et-Monténégro, Antilles néerlandaises, etc.), excepté les nations qui se considèrent comme héritières d'anciens comités (comme l'Égypte du Khédivat d'Égypte ; le Comité olympique tchèque représentant l'ancienne Bohême, créé et reconnu en 1899, devient ensuite le Comité olympique tchécoslovaque, et à la suite de la dissolution de la Tchécoslovaquie, est de nouveau reconnu en 1993 ; en revanche la Confédération des sports et comité olympique sud-africain fondée en 1991 ne se considère pas comme héritière du Comité olympique sud-africain qui a participé aux Jeux entre 1908 et 1960) Il faut également tenir compte des changements de dénomination des pays concernés (Dahomey/Bénin, Haute-Volta/Burkina Faso, Égypte/République arabe unie, Ceylan/Sri Lanka, Birmanie/Myanmar, Fédération de Malaisie/Malaisie, Samoa occidentales/Samoa, Rhodésie du Sud/Zimbabwe, Iran/République islamique d'Iran, Rhodésie du Nord/Zambie, Tanganyika/Tanzanie, Congo-Kinshasa/Zaïre/RD Congo, etc.), sans tenir compte de changements de dénomination des comités eux-mêmes comme en France. Dans certains cas, les CNO apparaissent avant même la constitution ou l'indépendance des nations dont ils portent le nom : c'est le cas de l'Australie, de la Hongrie, de la Bohème, de la Norvège, de la Finlande, alors un grand-duché russe, de l'Égypte, alors Khédivat ottoman, mais aussi de l'Union d'Afrique du Sud qui n'existait pas encore. Le CIO autorise dès 1907 les quatre colonies britanniques à participer aux Jeux de Londres de 1908 sous le nom d'« Afrique du Sud » alors que l'Union ne sera constituée que trois ans plus tard. Ce même comité sera par la suite exclu, en raison de l'apartheid, du mouvement olympique (provisoirement en 1963 et définitivement en 1970).
| #   | CNO                    | Admission CIO |
| --- | ---------------------- | ------------- |
| 1   | France                 | 1894          |
| —   | États-Unis             | 1894          |
| 3   | Australie              | 1895          |
| —   | Allemagne              | 1895          |
| —   | Grèce                  | 1895          |
| —   | Hongrie                | 1895          |
| 7   | Norvège                | 1900          |
| 8   | Royaume-Uni            | 1905          |
| —   | Danemark               | 1905          |
| 10  | Belgique               | 1906          |
| 11  | Canada                 | 1907          |
| —   | Finlande               | 1907          |
| 13  | Portugal               | 1909          |
| 14  | Égypte                 | 1910          |
| 15  | Turquie                | 1911          |
| 16  | Autriche               | 1912          |
| —   | Japon                  | 1912          |
| —   | Luxembourg             | 1912          |
| —   | Pays-Bas               | 1912          |
| —   | Suisse                 | 1912          |
| 21  | Suède                  | 1913          |
| 22  | Roumanie               | 1914          |
| 23  | Italie                 | 1915          |
| 24  | Pologne                | 1919          |
| 25  | Nouvelle-Zélande       | 1920          |
| —   | Serbie                 | 1920          |
| 27  | Irlande                | 1922          |
| 28  | Argentine              | 1923          |
| —   | Mexique                | 1923          |
| —   | Uruguay                | 1923          |
| 31  | Bulgarie               | 1924          |
| —   | Haïti                  | 1924          |
| —   | Espagne                | 1924          |
| 34  | Inde                   | 1927          |
| 35  | Philippines            | 1929          |
| 36  | Chili                  | 1934          |
| 37  | Brésil                 | 1935          |
| —   | Islande                | 1935          |
| —   | Liechtenstein          | 1935          |
| —   | Venezuela              | 1935          |
| 41  | Afghanistan            | 1936          |
| —   | Bermudes               | 1936          |
| —   | Bolivie                | 1936          |
| —   | Jamaïque               | 1936          |
| —   | Malte                  | 1936          |
| —   | Pérou                  | 1936          |
| 47  | Sri Lanka              | 1937          |
| 48  | Colombie               | 1939          |
| 49  | Guatemala              | 1947          |
| —   | Iran                   | 1947          |
| —   | Birmanie               | 1947          |
| —   | Panama                 | 1947          |
| —   | Corée du Sud           | 1947          |
| 54  | Guyana                 | 1948          |
| —   | Irak                   | 1948          |
| —   | Liban                  | 1948          |
| —   | Pakistan               | 1948          |
| —   | Porto Rico             | 1948          |
| —   | Singapour              | 1948          |
| —   | Syrie                  | 1948          |
| —   | Trinité-et-Tobago      | 1948          |
| 62  | Thaïlande              | 1950          |
| 63  | Hong Kong              | 1951          |
| —   | Nigeria                | 1951          |
| 65  | Bahamas                | 1952          |
| —   | Ghana                  | 1952          |
| —   | Indonésie              | 1952          |
| —   | Israël                 | 1952          |
| 69  | Monaco                 | 1953          |
| 70  | Costa Rica             | 1954          |
| —   | Cuba                   | 1954          |
| —   | Éthiopie               | 1954          |
| —   | Malaisie               | 1954          |
| 74  | Fidji                  | 1955          |
| —   | Kenya                  | 1955          |
| —   | Liberia                | 1955          |
| —   | Barbade                | 1955          |
| 78  | Honduras               | 1956          |
| —   | Ouganda                | 1956          |
| 80  | Corée du Nord          | 1957          |
| —   | Tunisie                | 1957          |
| 82  | Albanie                | 1959          |
| —   | Équateur               | 1959          |
| —   | Maroc                  | 1959          |
| —   | Nicaragua              | 1959          |
| —   | Saint-Marin            | 1959          |
| —   | Soudan                 | 1959          |
| —   | Suriname               | 1959          |
| 89  | Taipei chinois         | 1960          |
| 90  | Bénin                  | 1962          |
| —   | République dominicaine | 1962          |
| —   | Salvador               | 1962          |
| —   | Mongolie               | 1962          |
| 94  | Cameroun               | 1963          |
| —   | Côte d'Ivoire          | 1963          |
| —   | Jordanie               | 1963          |
| —   | Libye                  | 1963          |
| —   | Mali                   | 1963          |
| —   | Népal                  | 1963          |
| —   | Sénégal                | 1963          |
| 101 | Algérie                | 1964          |
| —   | Tchad                  | 1964          |
| —   | République du Congo    | 1964          |
| —   | Madagascar             | 1964          |
| —   | Niger                  | 1964          |
| —   | Sierra Leone           | 1964          |
| —   | Zambie                 | 1964          |

| #   | CNO                             | Admission CIO |
| --- | ------------------------------- | ------------- |
| 108 | République centrafricaine       | 1965          |
| —   | Guinée                          | 1965          |
| —   | Arabie saoudite                 | 1965          |
| —   | Togo                            | 1965          |
| 112 | Koweït                          | 1966          |
| 113 | Belize                          | 1967          |
| —   | Îles Vierges britanniques       | 1967          |
| 115 | République du Congo             | 1968          |
| —   | Gabon                           | 1968          |
| —   | Malawi                          | 1968          |
| —   | Tanzanie                        | 1968          |
| 119 | Paraguay                        | 1970          |
| 120 | Burkina Faso                    | 1972          |
| —   | Lesotho                         | 1972          |
| —   | Maurice                         | 1972          |
| —   | Somalie                         | 1972          |
| —   | Eswatini/Swaziland              | 1972          |
| 125 | Papouasie-Nouvelle-Guinée       | 1974          |
| 126 | Andorre                         | 1975          |
| 127 | Antigua-et-Barbuda              | 1976          |
| —   | Îles Caïmans                    | 1976          |
| —   | Gambie                          | 1976          |
| 130 | Chypre                          | 1978          |
| 131 | Bahreïn                         | 1979          |
| —   | Chine                           | 1979          |
| —   | Laos                            | 1979          |
| —   | Mauritanie                      | 1979          |
| —   | Mozambique                      | 1979          |
| —   | Seychelles                      | 1979          |
| —   | Viêt Nam                        | 1979          |
| 138 | Angola                          | 1980          |
| —   | Bangladesh                      | 1980          |
| —   | Botswana                        | 1980          |
| —   | Qatar                           | 1980          |
| —   | Émirats arabes unis             | 1980          |
| —   | Zimbabwe                        | 1980          |
| 144 | Yémen                           | 1981          |
| 145 | Îles Vierges britanniques       | 1982          |
| —   | Oman                            | 1982          |
| 147 | Bhoutan                         | 1983          |
| —   | Samoa                           | 1983          |
| —   | Îles Salomon                    | 1983          |
| 150 | Brunei                          | 1984          |
| —   | Djibouti                        | 1984          |
| —   | Guinée équatoriale              | 1984          |
| —   | Grenade                         | 1984          |
| —   | Rwanda                          | 1984          |
| —   | Tonga                           | 1984          |
| 156 | Maldives                        | 1985          |
| 157 | Aruba                           | 1986          |
| —   | Îles Cook                       | 1986          |
| —   | Guam                            | 1986          |
| 160 | Samoa américaines               | 1987          |
| —   | Saint-Vincent-et-les-Grenadines | 1987          |
| —   | Vanuatu                         | 1987          |
| 163 | Estonie                         | 1991          |
| —   | Lettonie                        | 1991          |
| —   | Lituanie                        | 1991          |
| —   | Namibie                         | 1991          |
| —   | Afrique du Sud                  | 1991          |
| 168 | Arménie                         | 1993          |
| —   | Azerbaïdjan                     | 1993          |
| —   | Biélorussie                     | 1993          |
| —   | Bosnie-Herzégovine              | 1993          |
| —   | Burundi                         | 1993          |
| —   | Cap-Vert                        | 1993          |
| —   | Comores                         | 1993          |
| —   | Croatie                         | 1993          |
| —   | Tchéquie                        | 1993          |
| —   | Dominique                       | 1993          |
| —   | Macédoine                       | 1993          |
| —   | Géorgie                         | 1993          |
| —   | Kazakhstan                      | 1993          |
| —   | Kirghizistan                    | 1993          |
| —   | Moldavie                        | 1993          |
| —   | Russie                          | 1993          |
| —   | Saint-Christophe-et-Niévès      | 1993          |
| —   | Sainte-Lucie                    | 1993          |
| —   | Sao Tomé-et-Principe            | 1993          |
| —   | Slovaquie                       | 1993          |
| —   | Slovénie                        | 1993          |
| —   | Tadjikistan                     | 1993          |
| —   | Turkménistan                    | 1993          |
| —   | Ukraine                         | 1993          |
| —   | Ouzbékistan                     | 1993          |
| 193 | Cambodge                        | 1994          |
| —   | Nauru                           | 1994          |
| 195 | Guinée-Bissau                   | 1995          |
| —   | Palestine                       | 1995          |
| 197 | États fédérés de Micronésie     | 1997          |
| 198 | Érythrée                        | 1998          |
| 199 | Palaos                          | 1999          |
| 200 | Kiribati                        | 2003          |
| —   | Timor oriental                  | 2003          |
| 202 | Îles Marshall                   | 2006          |
| 203 | Monténégro                      | 2007          |
| —   | Tuvalu                          | 2007          |
| 205 | Kosovo                          | 2014          |
| 206 | Soudan du Sud                   | 2015          |

## Anciens comités nationaux olympiques
Les nations suivantes ont également eu un CNO reconnu par le CIO :
- la Bohême dès 1899, alors partie de l'Autriche-Hongrie,
- la Sarre avant de rejoindre la RFA,
- la République arabe unie avant que s'en détache la Syrie,
- Bornéo du Nord avant son rattachement à la Malaisie,
- le Yémen du Sud avant son rattachement au Yémen,
- la Fédération des Indes occidentales avant son éclatement en 1962,
- les Antilles néerlandaises avant leur dissolution en 2011.

Les cas des Empires centraux (russe, ottoman, allemand et austro-hongrois) doivent être traités différemment, leurs CNO n'ayant pas complètement disparu avec leur éclatement. En revanche, les CNO de l'URSS, de la Yougoslavie (et de son héritier la Serbie-et-Monténégro), de l'Allemagne de l'Est et de la Tchécoslovaquie ont connu une histoire mouvementée et n'existent plus.

## Ordre protocolaire
Les 206 CNO sont classés selon le nom de leur pays en français pour le protocole. Lorsqu'ils défilent dans une compétition olympique, c'est l'ordre alphabétique du pays hôte qui est alors utilisé, le CNO grec défilant toujours en tête et le CNO hôte en fin de cortège.
Lors des Jeux de Paris 2024, l'équipe olympique des réfugiés a défilé en deuxième juste après la Grèce. La délégation américaine a défilé en avant-dernier (pays hôte de la prochaine olympiade en 2028), précédée de la délégation australienne (pays hôte de l'olympiade suivante en 2032).

## Comités nationaux non reconnus
Le Comité Olympique et Sportif de Macao a été fondée en 1987 et a tenté de s'inscrire auprès du CIO depuis sa fondation, mais n'a pas encore été officiellement reconnu, de ce fait, aucun athlète n’a encore jamais participé aux Jeux Olympiques sous le nom de « Macao » ou « Macao, Chine » comme c'est le cas pour Hong Kong. Cependant Macao a déjà participé aux Jeux paralympiques. 
Les îles Féroé ont un Comité national paralympique reconnu. 
D'autres pays ou régions ont des comités olympiques. Certains de ces comités ont été constitués pour établir un lien avec le comité olympique de l'État, c'est le cas par exemple de la Nouvelle-Calédonie, de la Polynésie française, de Wallis et Futuna. D'autres comités souhaitent être reconnus par le CIO, mais ne l'ont pas été jusqu'à aujourd'hui, c'est le cas par exemple de l'Abkhazie,, de la Catalogne, de Chypre du Nord, de Gibraltar avec son propre comité, de l'Ossétie du Sud, de la République arabe sahraouie démocratique,, de Somaliland.